# Perola
Perola är ett släkte av fjärilar. Perola ingår i familjen snigelspinnare.

## Dottertaxa tillPerola, i alfabetisk ordning[1]
- Perola actiosa
- Perola aequicolor
- Perola affinis
- Perola aspera
- Perola benedocta
- Perola bistrigata
- Perola brevicornis
- Perola brumalis
- Perola brunnescens
- Perola burchelli
- Perola cardinalli
- Perola chica
- Perola cicur
- Perola cilipes
- Perola clara
- Perola cuneata
- Perola danetta
- Perola degenerans
- Perola dora
- Perola druceioides
- Perola extensa
- Perola guaica
- Perola ignorata
- Perola inscripta
- Perola invaria
- Perola jorgenseni
- Perola laopepe
- Perola lucia
- Perola micans
- Perola monomania
- Perola murina
- Perola nitidissima
- Perola paraguaicula
- Perola parallela
- Perola penumbra
- Perola petropolis
- Perola platona
- Perola producta
- Perola propepunctata
- Perola prosper
- Perola punctata
- Perola regina
- Perola repetita
- Perola rubens
- Perola secunda
- Perola sericea
- Perola sibillanta
- Perola sinaloensis
- Perola solaria
- Perola subpunctata
- Perola subpunctella
- Perola sucia
- Perola sudanensis
- Perola umber
- Perola villosipes